# جافيتو
فرانسيسكو خافيير بيرال بيريان (مواليد 4 نوفمبر 1983) المعروف باسم جافيتو، هو لاعب كرة قدم إسباني متقاعد.

## روابط خارجية
- جافيتو على موقع اتحاد تركيا (لاعب) (الإنجليزية)
- جافيتو على موقع قاعدة بيانات كرة القدم.إي يو (الإنجليزية)
- جافيتو على موقع بيانات كرة القدم. دي إي (الألمانية)
- جافيتو على موقع Soccerway.com (الإنجليزية)
- جافيتو على موقع عالم كرة القدم.نت (الإنجليزية)
- جافيتو على موقع AS.com (الإسبانية)